# Jazdrowo
Jazdrowo is een plaats in het Poolse district  Sępoleński, woiwodschap Koejavië-Pommeren. De plaats maakt deel uit van de gemeente Sępólno Krajeńskie en telt 120 inwoners.